# ویلابی‌ها (فیلم)
ویلابی‌ها (انگلیسی: The Willoughbys) یک فیلم پویانمایی در ژانر کمدی محصول ۲۰۲۰ است که توسط کریس پرن کارگردانی شده است.
ویلابی‌ها در ۲۲ آوریل ۲۰۲۰ اکران شد و طی نخستین ماه پخش ۳۷ میلیون نفر فیلم را تماشا کردند. این فیلم نقدهای مثبتی از سوی منتقدان دریافت کرد.

## داستان فیلم
انیمیشن ویلابی‌ها داستان یک خانواده شش نفره را تعریف می‌کند که پدر و مادر خیلی بدی دارند که به آنها بی محلی می‌کنند. فرزندان آنها به ترتیب یک پسر به اسم تیم(ویل فورت) یک دختر به اسم جین(آلسیا کارا) و دو پسر دوقلو که اسم هر دوی آنها بارنابی است(سین کولن) بچه‌ها تصمیم می‌گیرند تا پدر و مادرشان را به یک سفر بفرستند که دیگر نتوانند از آنجا برگردند. بعد از رفتن پدر و مادر یک پرستار(مایا رودولف) وارد خانه می‌شود. او بعد از اینکه می‌فهمد آن‌ها چه پدر و مادر بدی داشتند سعی می‌کند به آنها کمک کند. اما ناگهان تیم مراقبت از بچه یتیمها سر می‌رسد و بچه‌ها را به یتیم خانه می‌برند. بچه برای اینکه از یتیم خانه در بیایند می‌روند تا پدر و مادرشان برگردانند؛ ولی پدر و مادرشان دوباره به آنها بی محلی می‌کنند و آنها در همان جای خطرناک تنها می‌گذارند. بعد آن پرستار به همراه یک مرد دیگر سرپرست آنها می‌شوند و آنها با هم یک خانواده جدید را تشکیل می‌دهند.